# Ивановци (област Видин)
Вижте пояснителната страница за други значения на Ивановци.
Ива̀новци е село в Северозападна България. То се намира в община Видин, област Видин. 

## История
След Освобождението мюсюлманите от селото са изселени и на тяхно място идват торлаци от Белоградчишко. Към 30-те години на XX век жителите на селото до голяма степен запазват своя нетипичен за района белоградчишки говор.

## Население
Преди 50 години населението на Ивановци наброява 700 души. По данни от избирателните списъци към 2019 г. населението е 67 души.

## Културни и природни забележителности
Около селото минава малка и живописна река, богата на риба. Става и за плаж. Има и гори, които са идеални за излет и пълни с дивеч.

## Редовни събития
- Първоначално ежегодният събор се е провеждал на Петровден, но през 1952 г. селото е водоснабдено и водата е пусната на 24 май. Оттогава този ден става и празник на селото и се празнува.